# Maldanella neozealaniae
Maldanella neozealaniae är en ringmaskart som beskrevs av McIntosh 1885. Maldanella neozealaniae ingår i släktet Maldanella och familjen Maldanidae.
Artens utbredningsområde är havet kring Nya Zeeland. Inga underarter finns listade i Catalogue of Life.